# گریک‌تاون (دیترویت)
گریک‌تاون (به انگلیسی: Greektown) یک منطقهٔ مسکونی در ایالات متحده آمریکا است که در دیترویت واقع شده‌است.